# Ocratossina B
L'ocratossina B è una micotossina, affine all'ocratossina A. Come questa è prodotta da specie dei generi Aspergillus e Penicilium, quali A. ochraceus e P. viridicatum.
Nei ratti è meno tossica dell'ocratossina A ed è metabolizzata in 4-idrossi-ocratossina B e ocratossina β.
Non è stata rilevata un'azione antagonista agli effetti dell'ocratossina A, rispetto alla formazione di fenilalanil-tRNA e nella sintesi proteica.